# Market (film)
Pour les articles homonymes, voir Market.
Pour plus de détails, voir Fiche technique et Distribution.
Market est un film indien réalisé par Jay Prakash sorti en salles le 12 septembre 2003. Il met en vedette Manisha Koirala, Aryan Vaid, Suman Ranganathan et Shweta Menon.

## Box-office
- Box-office Inde (revenu net) : 24 800 000[2] Roupies.